# BCウルヴズ
BCウルヴズ（リトアニア語: Vilniaus Wolves、英: BC Wolves）は、かつて存在したリトアニアのプロバスケットボールクラブである。ヴィリニュスを本拠地とし、リトアニア・バスケットボール・リーグ (LKL) に参加しつつ、欧州レベルではシーズンによってFIBAヨーロッパカップやULEBユーロカップに参加していた。

## 歴史
2021年、ビジネスマンのゲディミナス・ジエメリスが運営法人「Basketball Holding Company」を設立。2022年夏、同法人が、BCズーキヤを運営する「ズーキヨス・スポルタス」を買収。BCズーキヤを改組し、新たにBCウルヴズを設立した。2022–23シーズンは、ヴィリニュスのアヴィア・ソリューションズ・アリーナの改修工事を行いつつBCズーキヤが本拠地としていたアリートゥスを引き続き本拠地とし、2023年夏にヴィリニュスに移転した。

### 2022–23シーズン
2022年7月5日、リマス・クルティナイティスがHCに就任することが発表された。続いて翌6日、アダス・ユシュケヴィチュスがBCウルヴズと契約した最初の選手となった。そのほかにも、多くの資金源を背景に、ジェフリー・テイラーやエリック・バックナーといった国際的に活躍している選手やリトアニア代表選手などと次々に契約を結んだ。
FIBAヨーロッパカップの予選に参加するも、グループC準決勝で敗退し、ヨーロッパカップのレギュラーシーズンへの参加は叶わなかった。
ヨーロッパ北部リーグ (ENBL) では、レギュラーシーズン（グループB）を8チーム中3位（5勝2敗）でプレイオフ進出を決めた。
プレイオフではBCブディヴェルニク（ウクライナ・キーウ）と対戦し、初戦（3月11日）は80-83で敗れるも、第2戦（3月18日）で87-79で勝利し、合計得点（167-162）で上回ったため、ファイナルフォーへの進出を決めた。ファイナルフォーでは、初戦の準決勝で勝利するも、決勝では敗れ、リーグ準優勝に終わった。
ミンダウガス王杯 (KMT) では、ウルヴズは予選ラウンドで堅実な戦いぶりを見せ、ベスト8進出を決めたが、準々決勝でジャルギリスに2連敗を喫し、ベスト8で敗退した。
リトアニア・リーグ (LKL) レギュラーシーズンでは、ジャルギリス、リータス、リエトカベリスといったリーグ強豪チームから勝利をおさめるなど健闘し、レギュラーシーズンをジャルギリス、リータスに次ぐ3位で終えた。なお、シーズン中の2023年3月28日、ウルヴズはリマス・クルティナイティスHCおよびアウリマス・ヤシリョニスACを解任し、新たにケーストゥティス・ケムズーラをHCに、マリュス・レオナヴィチュスとネダス・ポツェヴィチュスをACに迎えた。しかし、プレイオフでは、レギュラーシーズン6位のヨナヴァ-Cbetに2連敗を喫し、準決勝に進出することはできなかった。

### 2023–24シーズン
2023年5月24日、ジェフリー・テイラーとの契約を更新。そのほかの主要メンバーも契約を更新した。エリック・バックナーは退団した。
2023-24シーズンより本拠地をアリートゥスからヴィリニュスに移転。しかし、LKL開催試合のうち2試合はアリートゥスで開催するとした（11月5日のBCユヴェントゥス戦および4月22日のBCピエノ・ジュヴァイグジュデス戦）。その後、アリートゥスの会場が試合要件を満たさなくなったことから、ピエノ・ジュヴァイグジュデス戦は4月20日にアリートゥスに近いプリエナイで開催された。
なお、シーズン途中の2024年4月、ブックメーカーのツインズベットと契約を締結し、ウルヴズ・ツインズベットとなった。
ユーロカップへの招待を受け参加したものの、グループAの10チーム中7位（8勝10敗）の成績にとどまり、プレイオフへの進出はならなかった。
ミンダウガス王杯 (KMT) では、ウルヴズは国際リーグに参加していることを理由に予選ラウンドを免除となり、準々決勝からの出場となった。準々決勝ではジャルギリスと対戦。ケダイネイ・アリーナで行われた第1戦（12月30日）は76-95で敗北。カウナスのジャルギリス・アリーナで行われる第2戦（2024年1月21日）の直前にチームはケーストゥティス・ケムズーラHCを解任、ネダス・パツェヴィチュス (Nedas Pacevičius) ACがHCに昇格した。新HC率いるウルヴズはジャルギリスと互角の試合を行い、82-82で引き分けるも、第1戦との合計得点（158-177）によりファイナル・フォー進出はならなかった。
リトアニア・リーグ (LKL) では、レギュラーシーズンをジャルギリス、リータスに次ぐ3位（22勝8敗）で終えた。プレイオフでは、準々決勝でネプトゥーナスと対戦し、2勝1敗で準決勝に進出。準決勝ではリータスとのヴィリニュス・ダービーとなり、2勝3敗で敗れた。3位決定戦はリエトカベリスを相手に1勝3敗に敗れ、最終成績4位でシーズンを終えた。

### 2024–25シーズン
2024年8月、チームの新ロゴデザインを発表。
ミンダウガス王杯 (KMT) では、ウルヴズは国際リーグに参加していることを理由に予選ラウンドを免除となり、準々決勝からの出場となった。準々決勝ではCBet（ヨナヴァ）と対戦。ヨナヴァ・スポーツ・アリーナで行われた第1戦（12月22日）は95-77で勝利。ウルヴズのホームであるツインズベット・アリーナで行われた第2戦（2025年1月18日）も85-72で勝利をおさめ、ファイナル・フォーへの進出を決めた。ツインズベット・アリーナで行われたファイナル・フォーでは準決勝（2月15日）では83-87でネプトゥーナスに敗れ、翌日の3位決定戦では91-100ではリエトカベリスに敗れ、4位となった。
リトアニア・リーグ (LKL) では、レギュラーシーズンをジャルギリス、リータス、リエトカベリスに続く4位（20勝16敗）で終えた。プレイオフでは、準々決勝でレギュラーシーズン5位のヨナヴァ-Cbetに対して2連敗を喫し、敗退となった（最終成績5位）。
シーズン終了後、ウルヴズは活動停止とLKLライセンスの取り消しを発表。ウルヴズは、発足後3年間、LKL、KMT、欧州リーグのいずれにおいてもメダルを獲得することなく、活動を終えることとなった。

## 歴代ヘッドコーチ
- リマス・クルティナイティス (2022–23)
- ケーストゥティス・ケムズーラ（リトアニア語版） (2023–24)
- ネダス・パツェヴィチュス (Nedas Pacevičius) (2024)
- アレッサンドロ・マグロ（イタリア語版） (2024–25)

## 各シーズンの成績
| シーズン | 国内       | 国内 | 国内              | ミンダウ ガス王杯 | 地域   | 地域 | 地域   | 欧州                        | 欧州           |
| シーズン | リーグ     | RS   | PS                | ミンダウ ガス王杯 | リーグ | RS   | PS     | リーグ                      | 順位           |
| -------- | ---------- | ---- | ----------------- | ----------------- | ------ | ---- | ------ | --------------------------- | -------------- |
| 2022–23  | LKL（1部） | 3位  | 準々決勝敗退＝5位 | ベスト8           | ENBL   | 3位  | 準優勝 | ヨーロッパカップ（FIBA2部） | 予選準決勝敗退 |
| 2023–24  | LKL（1部） | 3位  | 4位               | ベスト8           | –      | –    | –      | ユーロカップ（ULEB2部）     | グループ7位    |
| 2024–25  | LKL（1部） | 4位  | 準々決勝敗退＝5位 | 4位               | –      | –    | –      | ユーロカップ（ULEB2部）     | ベスト16       |